# Амесемі
Амесемі — богиня-захисниця у стародавній Нубії.
Цю богиню зображували як повну жінку з короною у вигляді сонячного диска та сокола, що стоїть у неї на голові — символу царства бога Гора. Іноді замість сонячного диска була корона у вигляді півмісяця (як у бога Тота). Повнота жінки була символом здоров'я і родючості в Африці, тому всіх богинь зображували повними. Такий вигляд богині був типовим у царстві Мерое. Амесемі була жінкою мероітського бога-лева Апедемака.
На одній зі стін храму лева в Нага присутній барельєф, на якому зображена Амесемі разом з Ісідою, Ка, Хатхор і Сатіс. Стела, знайдена в храмі Амона у Нага, говорить про те, що цариця Кандаке (титул цариць царства Куш) Аманішакете почитала богиню Амесемі. Завдяки цій стелі стало відомо ім'я богині, яку до цього знали лише по зображеннях.